# Dave Walker
David Walker (West Midlands, 25 de enero de 1945) es un cantante y guitarrista inglés que ha participado en numerosas bandas; de las cuales destacan Savoy Brown y Fleetwood Mac.

## Carrera

### Inicios
Inició su carrera en los años sesenta en una agrupación llamada The Redcaps, en la cual tocaba también su hermano gemelo Mick Walker. En los años setenta participó en las agrupaciones Idle Hands, Savoy Brown (retornando a ésta a mediados de los ochenta), Fleetwood Mac, Raven y Mistress.

### Black Sabbath
En 1977, el guitarrista Tony Iommi invitó a Walker a unirse a Black Sabbath como nuevo vocalista, ya que Ozzy Osbourne, cantante original de la banda, había sido despedido por su fuerte adicción a las drogas y el alcohol. 
Walker se unió a Black Sabbath por un muy corto periodo de tiempo, en el cual se le pudo ver en el programa de televisión «Look Hear», el 6 de enero de 1978, interpretando las canciones War Pigs y Junior's Eyes.

### Actualidad
Formó la banda Dave Walker Band en 2008, con la que grabó un disco titulado Crazy All the Time en 2010.